# Celia Weston
Celia Weston (ur. 14 grudnia 1951 w Spartanburg, Karolina Południowa) – amerykańska aktorka teatralna, filmowa i telewizyjna, aktorka charakterystyczna. Najlepiej znana z serialu Alice, gdzie wcieliła się w postać Jolene Hunnicutt. Posiada niezwykłe umiejętności, które pozwalają jej zagrać wiarygodne kobiety z południa – praktyczne, nobliwe, arystokratyczne.
Ukończyła Salem College w Winston-Salem, Karolina Północna.

## Filmografia
- 2009: Demoted jako Jane
- 2009: Observe and Report jako matka Ronnie Barnhardt
- 2009: After.Life jako Beatrice Taylor
- 2008: Gotowe na wszystko (Desperate Housewives) jako Adele Delfino
- 2007: Życie od kuchni (No Reservations) jako pani Peterson
- 2007: Inwazja (The Invasion) jako Ludmilla Belicec
- 2007: Joshua jako Hazel Cairn
- 2005: Rajapur jako Melanie Parker
- 2005: Świetlik (Junebug) jako Peg
- 2004: Niewierność (Infidelity) jako Lois Montet
- 2004: Osada (The Village) jako Vivian Percy
- 2004: Frasier jako Sue
- 2003: Legally Blonde jako Ingrid Tolleson
- 2003: Hulk jako pani Krensler
- 2003: Ława przysięgłych (The Runaway Jury) jako pani Brandt
- 2003: Undermind jako Lillian Hall/pani Winter
- 2003: Jak stracić chłopaka w 10 dni (How to Lose a Guy in 10 Days) jako Glenda
- 2003: Coś nie tak (Out of Order) jako Carrie
- 2002: Daleko od nieba (Far from Heaven) jako Mona Lauder
- 2002: Igby Goes Down jako Bunny
- 2001: K-PAX jako Doris Arche
- 2001: Kraina wiecznego szczęścia (Hearts in Atlantis) jako Alana Files
- 2001: Za drzwiami sypialni (In the Bedroom) jako Katie Grinnel
- 2000: Tajemniczy Joe (Joe Gould's Secret) jako Sarah
- 2000: Gorąca linia (Hanging Up) jako Madge Turner
- 1999: Utalentowany pan Ripley (The Talented Mr. Ripley) jako ciocia Joan
- 1999: Cedry pod śniegiem (Snow Falling on Cedars) jako Etta Heine
- 1999: Przejażdżka z diabłem (Ride with the Devil) jako pani Clark
- 1999: Prawda o tobie (Getting to Know You) jako Bottle Lady
- 1999: Prawo i bezprawie (Law & Order: Special Victims Unit) jako Margaret Talmadge
- 1998: Celebrity jako Dee Bartholemew
- 1996: Igraszki z losem (Flirting with Disaster) jako Valerie Swaney
- 1995: Przed egzekucją (Dead Man Walking) jako Mary Beth Percy
- 1995: Rodzinka z piekła rodem (Unstrung Heroes) jako Amelia
- 1991: Tate – mały geniusz (Little Man Tate) jako pani Bimuel
- 1989: Lost Angels jako Felicia Doolan Marks
- 1988: Zacząć od nowa (A New Life) jako Eleanor
- 1988: Anglik w Nowym Jorku (Stars and Bars) jako Monika
- 1981: Słodko-gorzka autostrada (Honky Tonk Freeway) jako Grace
- 1981–1985: Alice jako Jolene Hunnicutt